# Beka Brakai Chhok
Il Beka Brakai Chhok è una montagna del Karakorum, Pakistan, composta da 3 cime: Centrale 6882 m, Nord-Est 6845 m e Sud, quest'ultima alta 6810 m.
La cima Sud, dalla caratteristica forma che ricorda il Cervino e le ha valso il soprannome di "Hunza Matterhorn", è una delle ultime montagne della zona ad essere stata conquistata.
Per decenni , questa vetta, causa equivoci cartografici e rilevamenti contrastanti, era erroneamente ritenuta alta 6940 m. L'onore della conquista è di due italiani, Simone Moro e Hervé Barmasse che, in stile alpino, il 1º agosto 2008 hanno espugnato per primi la vetta dopo i numerosi tentativi effettuati da varie spedizioni inglesi e neozelandesi.